# 三一座堂 (克利夫兰)
三一座堂（Trinity Cathedral）是圣公会俄亥俄教区的主教座堂，位于美国俄亥俄州克利夫兰Euclid 大道与东22街，建于1901年。
三一堂创建于1816年11月9日，1829年建造了木结构教堂。这是克利夫兰的第一座教堂建筑。1855年迁入哥特式石结构教堂。
目前的教堂建于1901年，1907年9月24日献堂，并于1973年列入国家史蹟名录。